# Комб, Абрам
Абрам Комб или Кум (Combe; 1785—1827) — английский политический деятель, утопический социалист.
Был кожевником в Эдинбурге. Познакомившись с колонией Оуэна в Нью-Ланарке, стал его горячим приверженцем. В 1820, под влиянием Р. Оуэна, стал социалистом; основал в Эдинбурге Cooperative Society, скоро закрывшееся.
Отвергая полный коммунизм, Комб проповедовал кооперативную форму труда и в 1825 основал в более крупное социалистически-кооперативное товарищество в Обристоне, которое через два года, сразу после смерти Комба, распалось. Ком опубликовал: «Metaphorical sketches of the old and new Systems» (Эдинб., 1823), где защищал систему Оуэна; «The sphere of joint Stockcompanies» (1825) и издавал в 1825—1827 «The register for the first society of adherents to divine revelation at Orbision» — журнал основанного им товарищества.